# رمسومی ونکترمن
رمسومی ونکترمن (انگلیسی: Ramaswamy Venkataraman؛ زادهٔ ۴ دسامبر ۱۹۱۰ – درگذشتهٔ ۲۷ ژانویه ۲۰۰۹) سیاستمدار و هشتمین رئیس‌جمهور کشور هند از ۲۵ ژوئیه ۱۹۸۷ تا ۲۵ ژوئیه ۱۹۹۲ بود.